# 1550
1550 (MDL) a fost un an comun al calendarului iulian, care a început într-o zi de miercuri.

## Nașteri
- 27 iunie: Regele Carol al IX-lea al Franței (d. 1574)
- 4 octombrie: Carol al IX-lea al Suediei (d. 1611)

## Decese
- 8 martie: Ioan al lui Dumnezeu  (n. 1495)
- 7 martie: Wilhelm al IV-lea de Bavaria duce al Bavariei între 1508 și 1550 (n. 1493)
- 12 aprilie: Claude, Duce de Guise  (n. 1496)
- 14 septembrie: Françoise d'Alençon  (n. 1490)
- dată necunoscută: Mükerrem Hatun  (n. 1498)
- 9 aprilie: Alqas Mirza  (n. 1516)
- dată necunoscută: Gregório Lopes artist portughez (n. 1490)
- dată necunoscută: Ștefan Mailat  (n. 1502)
- dată necunoscută: Georg von Reicherstorffer  (n. 1495)
- dată necunoscută: Emeric Balassa  (n. ?)